# Postbruciatore

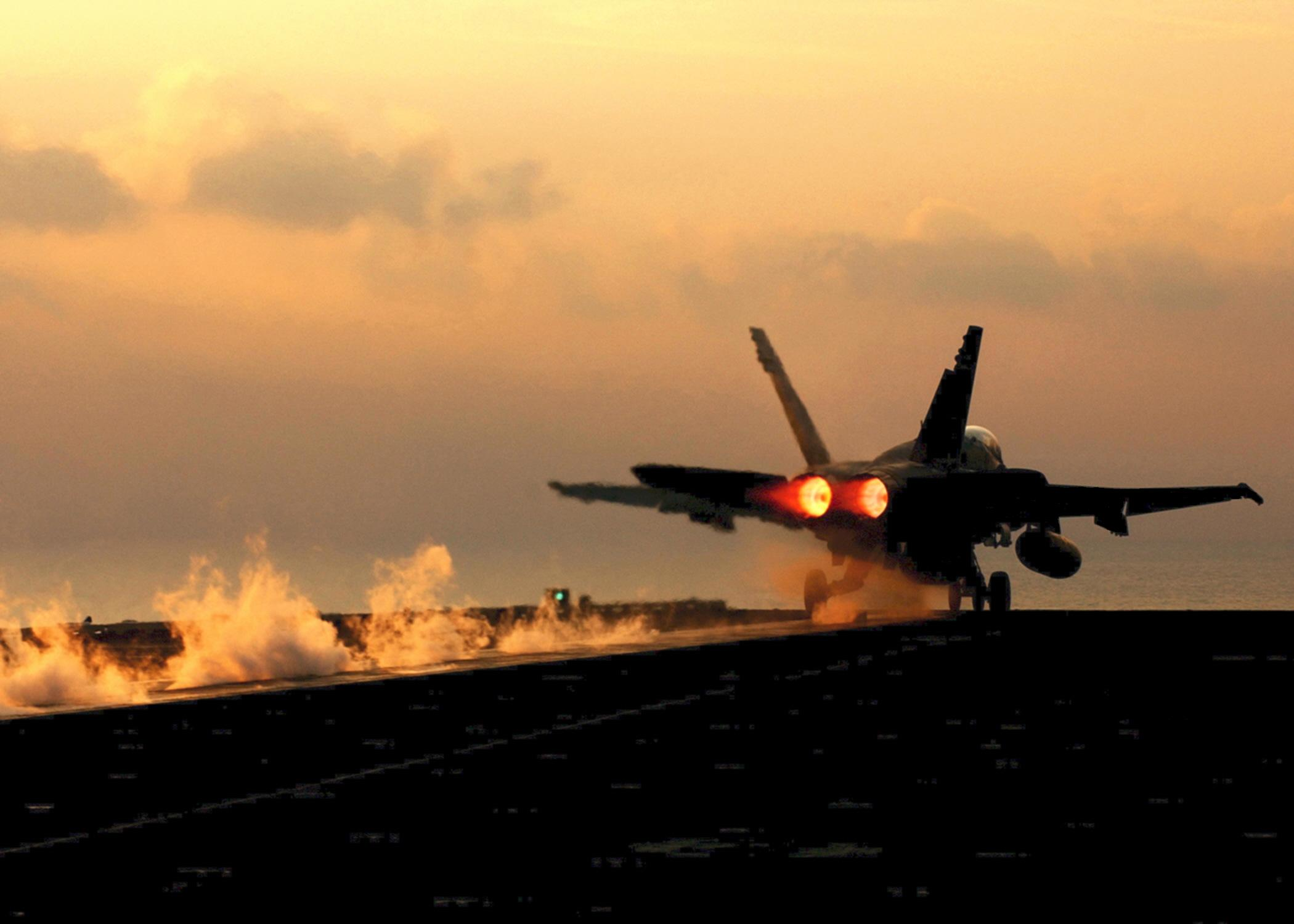
Un McDonnell Douglas F/A-18 Hornet in decollo da una portaerei con il postbruciatore acceso.

Il postbruciatore (o postcombustore) è un impianto utilizzato su alcuni motori aeronautici a reazione che permette di incrementare significativamente la massima spinta disponibile di un motore turbogetto o di un turboventola a scapito di un maggior consumo di carburante e relativa diminuzione dell'efficienza termodinamica.

## Principio fisico
La spinta di un esoreattore può essere definita come
{\displaystyle F={\dot {m}}_{a}\left[\left(1+{\frac {{\dot {m}}_{c}}{{\dot {m}}_{a}}}\right)u_{e}-V_{0}\right]+(p_{e}-p_{a})A_{e}}
dove:
{\displaystyle {\dot {m}}_{a}} è la portata massica dell'aria entrante nel motore
{\displaystyle {\dot {m}}_{c}} è la portata in massa del combustibile bruciato nel motore
{\displaystyle \ u_{e}} è la velocità di uscita del fluido dall'ugello di scarico del motore
{\displaystyle \ V_{0}} è la velocità di volo
{\displaystyle \ (p_{e}-p_{a})A_{e}} è il termine dovuto alla differenza di pressione tra la pressione di efflusso e quella atmosferica del fluido, moltiplicata per l'area della sezione di uscita dell'ugello. Quando questo termine è nullo, l'ugello si dice "adattato".

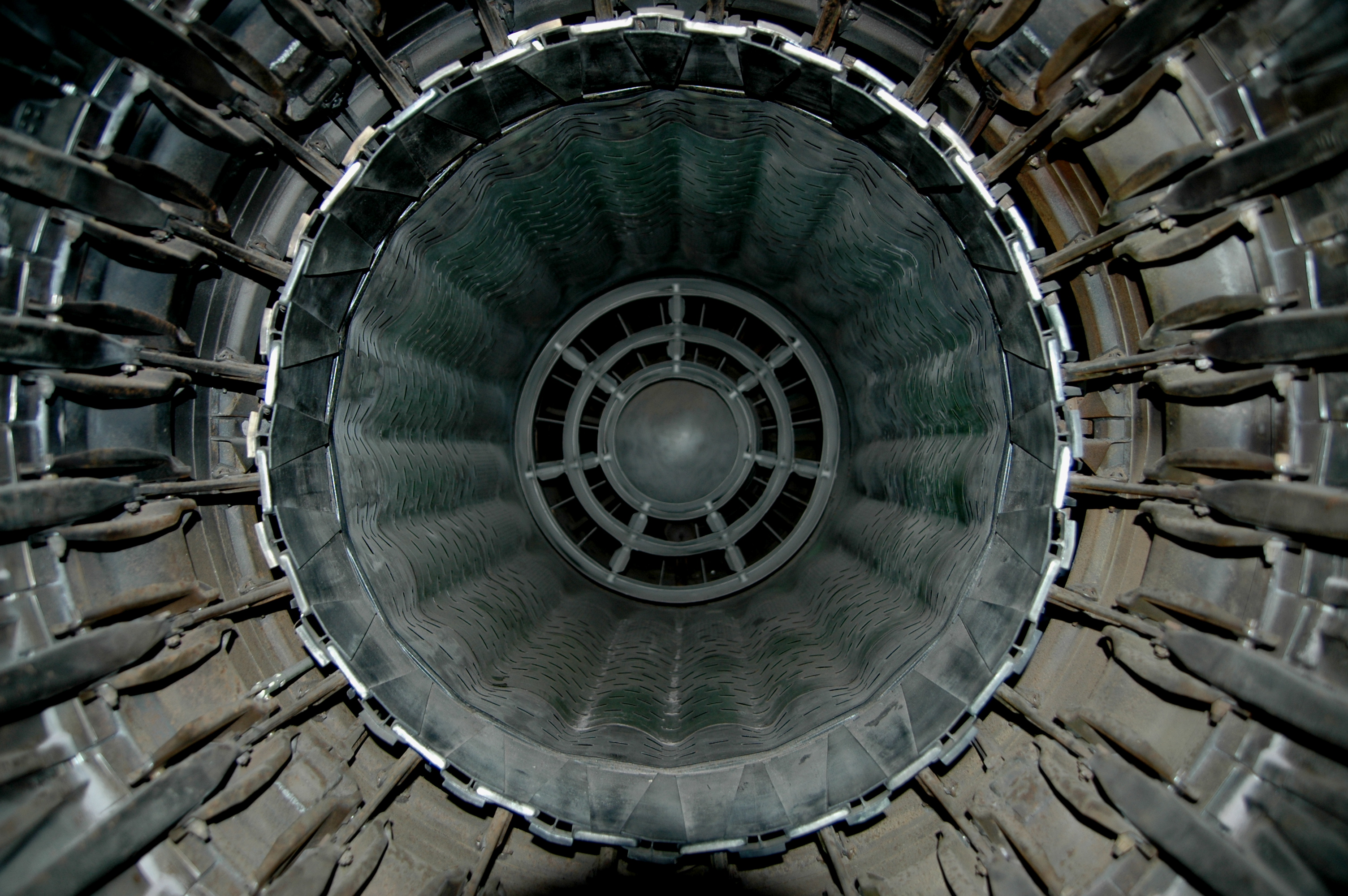
Dettaglio dei cinematismi dell'ugello di scarico a geometria variabile di un General Electric J79. Al centro dell'immagine si notano gli anelli per la stabilizzazione della fiamma del postbruciatore.

Trascurando il contributo del termine di pressione, si nota come la spinta aumenti con l'aumentare della portata del fluido espulso o aumentando la sua velocità di uscita o con una combinazione di queste due opzioni.
Nella camera di combustione di un turbogetto solo una quota minore dell'aria partecipa alla combustione (in rapporto stechiometrico), mentre la gran parte viene usata per raffreddare le pareti della camera di combustione e abbassare la temperatura dei gas combusti per non distruggere gli statori e le palette della turbina. L'ossigeno rimanente può essere quindi sfruttato a valle della turbina per una successiva combustione, questa volta non limitata nella temperatura massima da organi del motore a valle, per aumentare il salto entalpico a disposizione dell'ugello e ottenere, quindi, velocità di efflusso notevolmente maggiori e incrementi di spinta anche del 50%.. Tuttavia, nemmeno nella postcombustione viene usato tutto l'ossigeno residuo nei gas combusti. Questo consente, come nella camera di combustione, di utilizzare una parte di gas combusti come refrigerante. In realtà, più che un refrigerante, è usato come isolante tra la caldissima portata calda in uscita dal condotto (2000 K) e le pareti stesse del condotto, formando uno strato limite a parete.
I rendimenti termodinamici e propulsivi di un ciclo con postcombustore sono, però, inferiori rispetto a quelli di un ciclo senza postcombustore, incidendo negativamente sul consumo specifico. Per questo motivo l'uso di un motore con postbruciatore rispetto ad un turbogetto o turbofan di pari prestazioni (ma dimensioni e pesi maggiori) è preferibile per missioni che richiedano l'erogazione della spinta massima solo per periodi di tempo limitati.

## Tecnica

Diagramma di un ciclo di Brayton-Joule per un turbogetto con postbruciatore. La linea continua rappresenta un ciclo ideale, mentre quella tratteggiata un ciclo reale. Le stazioni rilevanti del motore sono schematizzate come
1) Ingresso
2) Presa d'aria/Compressore
3) Compressore/Camera di combustione
4) Camera di combustione/Turbina
5) Turbina/Postbruciatore
6) Postbruciatore/Ugello di scarico
7) Scarico

La forma del condotto a valle della turbina è tale da rallentare i gas di scarico in modo da ridurre le perdite di pressione totale durante la successiva combustione. Degli iniettori supplementari di carburante associati ad accenditori ad arco elettrico provvedono ad alimentare la fiamma che viene ancorata su appositi stabilizzatori, ovvero delle forme aerodinamicamente tozze che producendo turbolenze e ricircoli, evitano che la fiamma venga soffiata fuori dall'ugello (flame out) e quindi spenta.
Le dimensioni del condotto sono il risultato di un compromesso tra la lunghezza (maggiore) necessaria affinché la combustione si completi prima dell'ingresso nell'ugello con le minori perdite possibili dovute alla turbolenza e quella (minore) dettata da ragioni di peso e ingombro nella cellula del velivolo che lo ospita.
A causa dell'incremento di portata e temperatura dovuto al carburante bruciato nel postcombustore, la sezione di gola dell'ugello deve poter essere aumentata mediante opportuni cinematismi in modo da evitare la saturazione (chocking termico) dell'ugello e conseguenti malfunzionamenti della turbomacchina a monte. L'aumento di temperatura nel post combustore consente di espandere (e accelerare) i gas di scarico a velocità supersonica, cosa che comporta la necessità di adottare un ugello convergente-divergente a geometria variabile.

### Efficienza

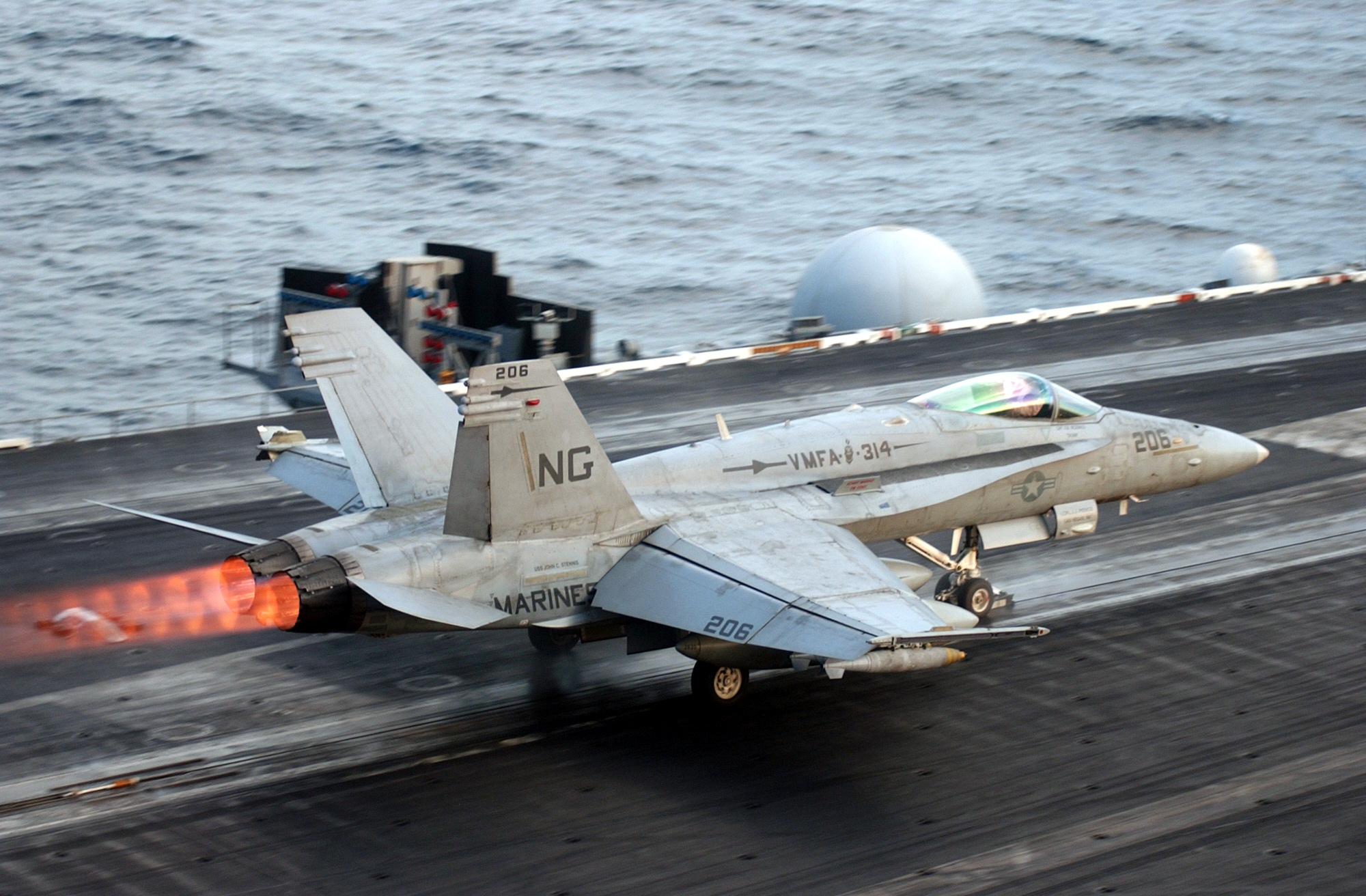
Le aree più luminose nel gas di scarico evidenziano la struttura di onde d'urto generatesi nel flusso supersonico.

L'aria in ingresso al postbruciatore ha una disponibilità di ossigeno minore a causa della precedente combustione. Anche la pressione è inferiore, dal momento che una parte è stata convertita in lavoro dalla turbina per il funzionamento del compressore e una parte viene persa a causa dei flussi di Rayleigh andando a incidere sul rendimento dell'associato ciclo di Brayton.
La presenza di forme non aerodinamiche nel condotto (gli stabilizzatori di fiamma) e la sua lunghezza non ottimale (dovuta a limitazioni di peso e ingombri) contribuiscono ad abbassare ulteriormente l'efficienza del postbruciatore.
Per questi motivi l'uso dei postbruciatori è limitato alle fasi di decollo (specie se a pieno carico o su velivoli piuttosto pesanti) o in determinate situazioni di volo (durante l'intercettazione o combattimento con manovre ad alto numero di g oppure durante il volo supersonico) oppure per superare il regime transonico, cioè il passaggio dalla condizione di volo subsonico a quella di volo supersonico, ma ciò solo nel caso si disponga di supercrociera, come per l'F-22 e l'Eurofighter Typhoon.
Una parziale eccezione era rappresentata dal Lockheed SR-71. La fase di crociera di questo velivolo, infatti, avveniva a una velocità tale da consentire l'uso del postbruciatore in una modalità che rendeva il motore Pratt & Whitney J58 un ibrido tra un turbogetto e uno statoreattore. In questo modo l'efficienza complessiva del motore ibrido risultava superiore a un turbogetto semplice (di pari spinta) che a velocità prossime a Mach 3 vedeva il suo rendimento decrescere in maniera repentina.

## Impiego operativo
Il Caproni Campini C.C.2 motoreattore, progettato dall'ingegnere italiano Secondo Campini, fu il primo aereo a incorporare un postbruciatore. Il primo volo di un C.C.2, con i postbruciatori in funzione, ebbe luogo l'11 aprile 1941.

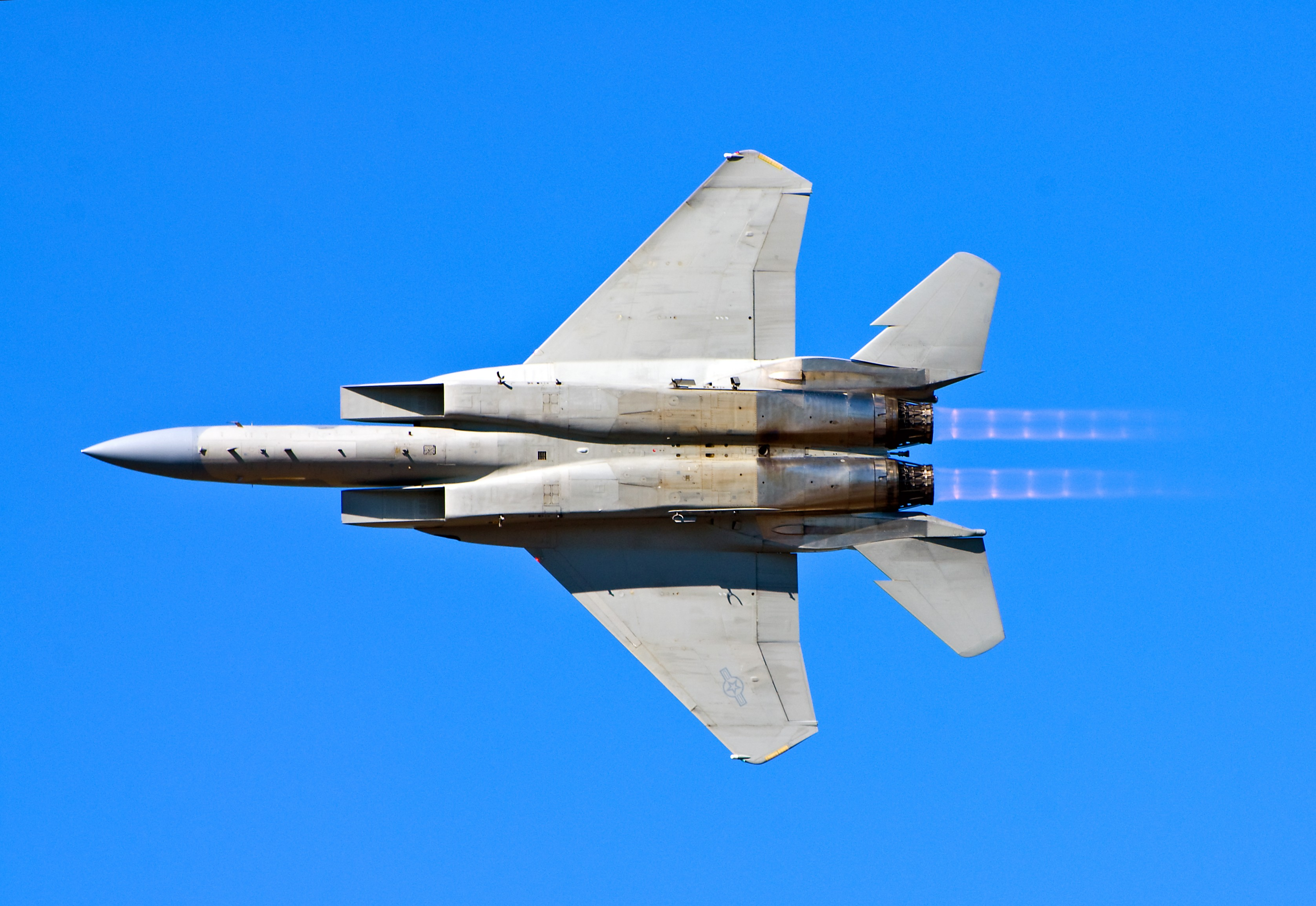
Un McDonnell Douglas F-15 Eagle statunitense con postbruciatori accesi. Si nota la forma "a salsiccia" dei gas di scarico tipica di un flusso supersonico sovraespanso in uscita da un ugello convergente-divergente.

Già durante la seconda guerra mondiale, in Germania, veniva provata al banco la versione "E" del turbogetto con compressore a flusso assiale Junkers Jumo 004 che forniva una spinta di 11,8 kN contro i 9,8 kN della versione senza postbruciatore. Nel 1945 diversi motori di questo tipo avevano già superato le 100 ore di funzionamento al banco, ma la nuova variante non fece in tempo a entrare in linea di produzione.
Nello stesso periodo in Inghilterra, Frank Whittle incominciò a studiare un postbruciatore per il suo motore a getto W.2/700 da installare su un prototipo di velivolo supersonico (il Miles M.52).
Negli Stati Uniti i primi studi furono condotti dalla NACA e pubblicati nel gennaio del 1947.
Dopo la guerra il motore turbogetto Westinghouse J40, che prevedeva all'origine l'impiego di un postbruciatore,  venne installato sul McDonnell F3H Demon e il Douglas F4D Skyray, ma il ritardo nella certificazione del motore nella versione con postbruciatore (avvenuta solo nel 1952, con un ritardo di due anni sui tempi previsti), e la sua sostanziale inaffidabilità ne segnarono lo scarso successo. Il Lockheed F-94 Starfire fu il primo velivolo statunitense equipaggiato con un motore con postbruciatore, l'Allison J35, in seguito sostituito da un più performante Pratt & Whitney J48.
Negli anni cinquanta furono sviluppati diversi motori con postcombustore tra cui il de Havilland Gyron e l'Orenda Iroquois. In Inghilterra, il Rolls-Royce Avon venne prodotto in una versione con postbruciatore per essere installato sull'English Electric Lightning, il primo caccia supersonico della Royal Air Force a entrare in servizio. Anche alcune versioni della serie di motori Rolls-Royce Olympus furono progettate con postbruciatore per essere installate sul BAC TSR-2 e sul Concorde.
Il postbruciatore è un impianto largamente utilizzato su velivoli militari, ma è stato usato solo su una manciata di velivoli civili, tra cui alcuni velivoli da ricerca della NASA, il Tupolev Tu-144, il Concorde, e il White Knight della Scaled Composites. Nel Concorde addirittura i postbruciatori venivano impiegati solo al decollo e nel momento di accelerare il velivolo alla velocità di crociera supersonica (che veniva mantenuta senza accendere i postcombustori, cosa non possibile per il Tu-144).
In campo automobilistico e motociclistico, un sistema per certi versi simile al postbruciatore è il sistema d'aria secondaria, che, nei motori muniti di carburatore, preleva aria ambientale e la inietta tra le valvole di scarico e la marmitta catalitica, permettendo la completa combustione di eventuali vapori di benzina incombusti.
Tale tecnologia è divenuta superflua con l'avvento dell'iniezione elettronica, che consente al motore di operare in prossimità del rapporto stechiometrico (14,7:1).